# Hóa hữu cơ

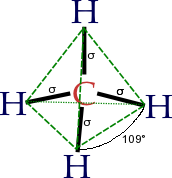
Mô hình phân tử metan: hợp chất hydrocarbon đơn giản nhất

Hóa hữu cơ hay hóa học hữu cơ là một phân ngành hóa học nghiên cứu về cấu trúc, tính chất, thành phần và phản ứng hóa học của những hợp chất hữu cơ và vật liệu hữu cơ (các hợp chất chứa carbon). Nghiên cứu cấu trúc xác định thành phần hóa học và công thức của hợp chất. Nghiên cứu tính chất bao gồm các tính chất vật lý và hóa học, và đánh giá khả năng phản ứng hóa học để hiểu được hành vi của chúng. Nghiên cứu các phản ứng hữu cơ bao gồm tổng hợp hóa học các sản phẩm tự nhiên, thuốc và polymer, và nghiên cứu các phân tử hữu cơ riêng lẻ trong phòng thí nghiệm và thông qua nghiên cứu lý thuyết (trong silico).
Phạm vi của các hóa chất được nghiên cứu trong hóa học hữu cơ bao gồm hydrocarbon (hợp chất hữu cơ chỉ chứa carbon và hydrogen) cũng như các hợp chất của carbon, nhưng cũng chứa các nguyên tố khác, đặc biệt là oxygen, nitrogen, sulfur(lưu huỳnh), phosphorus (bao gồm nhiều trong ngành hóa sinh) và các halogen.
Trong kỷ nguyên hiện đại, phạm vi được mở rộng hơn nữa trong bảng tuần hoàn, với các nguyên tố thuộc nhóm chính, bao gồm:
- Các hợp chất hóa học cơ kim nhóm 1 và 2 liên quan đến kim loại kiềm (lithium, sodium và potassium) hoặc kiềm thổ (magnesium).
- Các á kim (boron và silicon) hoặc các kim loại khác (aluminium và thiếc).

Ngoài ra, các nghiên cứu đương đại tập trung vào hóa học hữu cơ còn liên quan đến các chất hữu cơ khác bao gồm lanthanide, nhưng đặc biệt là các kim loại chuyển tiếp như kẽm, copper, palladi, nickel, cobalt, titani và chromi.
Các hợp chất hữu cơ tạo thành nền tảng của tất cả sự sống trên Trái Đất và tạo thành phần lớn các hóa chất được biết đến. Các mô hình liên kết của cacbon, với hóa trị bốn - liên kết đơn, đôi và ba, cộng thêm các cấu trúc với các electron bất định - làm cho các hợp chất hữu cơ rất đa dạng về cấu trúc và phạm vi ứng dụng của chúng rất lớn. Chúng tạo thành cơ sở, hoặc là thành phần của nhiều sản phẩm thương mại bao gồm cả dược phẩm; hóa dầu và hóa chất nông nghiệp, và các sản phẩm làm từ chúng bao gồm dầu nhờn, dung môi; nhựa; nhiên liệu và chất nổ. Nghiên cứu về hóa học hữu cơ không chỉ chồng chéo với các ngành hóa học cơ kim và hóa sinh, mà còn với hóa học dược phẩm, hóa học polymer và khoa học vật liệu.

## Lịch sử

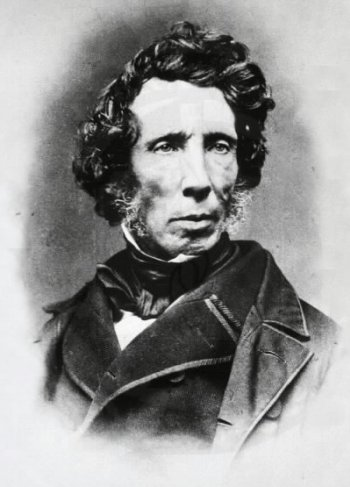
Friedrich Wöhler

Trước thể kỷ 19, các nhà hóa học nhìn chung tin rằng các hợp chất thu được từ các sinh vật sống được thừa hưởng một sức sống có thể phân biệt chúng với những hợp chất vô cơ. Theo quan điểm về sức sống, các vật chất hữu cơ được sở hữu một "sức sống" (vital force). Trong suốt nửa đầu thế kỷ XIX, một vài nghiên cứu có hệ thống đầu tiên về các hợp chất hữu cơ đã được công bố. Khoảng năm 1816 Michel Chevreul đã nghiên cứu xà phòng làm từ nhiều loại mỡ khác nhau và kiềm. Ông đã tách các acid khác nhau, khi kết hợp với kiềm, để tạo ra xà phòng. Vì chúng là tất cả các hợp chất riêng biệt, nên ông đã minh họa rằng nó có thể tạo ra thay đổi về hóa học giữa những loại mỡ khác nhau (thường từ các nguồn hữu cơ), tạo ra các hợp chất mới, mà không có "sức sống". Năm 1828 Friedrich Wöhler đã tạo ra ure, một thành phần hữu cơ của nước tiểu, từ ammoni cyanat NH4CNO vô cơ, quá trình mà ngày nay được gọi là tổng hợp Wöhler. Mặc dù Wöhler luôn thận trọng trong việc tuyên bố rằng ông đã bác bỏ các lý thuyết về lực sống, sự kiện này được coi là một bước ngoặt trong việc đặt nền tảng để ngành hóa hữu cơ phát triển.
Năm 1856 William Henry Perkin, trong khi đang cố gắng chế quinine, đã tạo ra chất nhuộm hữu cơ một cách tình cờ hiện được gọi là Perkin's mauve. Từ thành công về tài chính này của ông, sự phát hiện của ông đã tạo nên mối quan tâm lớn đối với hóa hữu cơ.
Bước đột phá quan trọng trong hóa hữu cơ là quan điểm về cấu trúc hóa học đã phát triển một cách độc lập và đồng thời bởi Friedrich August Kekulé và Archibald Scott Couper năm 1858.
Ngành công nghiệp dược bắt đầu trong cuối thập niên của thế kỷ XIX khi việc sản xuất ra axit acetylsalicylic (hay aspirin) ở Đức bắt đầu bởi Bayer.

## Đặc điểm
Chất hữu cơ thường tồn tại dưới dạng hỗn hợp, khoa học hiện đại đã phát triển nhiều phương pháp để đánh giá độ tinh sạch, đặc biệt quan trọng phải kể đến là kỹ thuật sắc ký như sắc ký lỏng hiệu năng cao (HPLC) và sắc ký khí. Bên cạnh đó là các phương pháp thông thường để tách chiết như chưng cất, kết tinh, và chiết bằng dung môi.
Các hợp chất hữu cơ thông thường được định danh bằng các thí nghiệm hóa học, thường được gọi là "phương pháp ướt" (dùng nhiều các thuốc thử để định tính trong dung dịch). Tuy vậy các phương pháp đó đã dần được thay thế bằng các phương pháp quang phổ hay các máy phân tích chuyên sâu. Các phương pháp phân tích sau được liệt kê theo thứ tự tiện ích cũng tăng dần của phương pháp:
- Phổ cộng hưởng từ hạt nhân (NMR) là kỹ thuật được dùng phổ biến nhất, phương pháp này cho phép đọc các thông tin tính hiệu từ các nguyên tử và cấu trúc lập thể từ đó chuyển chúng thành các phổ tương quan. Nguyên tắc của phương pháp dựa vào sự hiện diện của các đồng vị tự nhiên của hydro và carbon, từ đó mà có phổ NMR của 1H và 13C.
- Phương pháp phân tích cơ bản: phương pháp này phá hủy toàn phân tử hữu cơ và từ đó xác định thành phần nguyên tố của toàn phân tử. Đây là phương pháp sơ khai nhất làm nền tảng cho phương pháp khối phổ.
- Phương pháp khối phổ cho thấy phân tử khối của một hợp chất hữu cơ đầy đủ, cùng với các mảnh phân tử bị vỡ ra từ sự bắn phá của các điện tử, từ đó có thể xác định các cấu trúc của nó. Các máy khối phổ có độ phân giải cao có thể ác định được chính xác cấu trúc thực tế của phân tử hữu cơ và được dùng để thay thế cho phương pháp phân tích cơ bản. Trước đây, phương pháp khố phổ có một số hạn chế là không thể ghi nhận sự hiện diện của các mảnh trung hòa về điện, tuy vậy sự phát triển của kỹ thuật ion hóa đã cho phép nhận diện "thông số khối lượng" của hầu hết các hợp chất hữu cơ.
- Tinh thể học là phương pháp chắc chắn để xác định cấu trúc hình học của phân tử, điều kiện để xác định hợp chất khi cô lập được các tinh thể đơn của hợp chất, và tinh thể này phải đại diện được cho mẫu. Một phần mềm tự động hóa cao cho phép xác định cấu trúc của tinh thể thu được sau đó rà soát ngân hàng dữ liệu các hợp chất hữu cơ trong vài giờ để cho ra được hình thái tinh thể trùng khớp.

Các phương pháp quang phổ truyền thống như phổ hồng ngoại (IR), máy đo độ quay cực, phổ tử ngoại khả kiến (UV/VIS) tuy chỉ cung cấp những thông tin tương đối kém đặc hiệu về cấu trúc của hợp chất hữu cơ nhưng vẫn còn được sử dụng khá phổ biến để phân loại và nhận danh các hợp chất hữu cơ.

## Tính chất
Tính chất vật lý của các hợp chất hữu cơ thường bao gồm định tính và định lượng. Các thông số cho quá trình định lượng bao gồm điểm nóng chảy, điểm sôi, và chỉ số khúc xạ. Định tính bao gồm nhận biết về mùi, độ đồng nhất, độ tan, và màu sắc.

### Điểm nóng chảy và điểm sôi
Hợp chất hữu cơ rất dễ nóng chảy hay sôi. Ngược lại, trong khi các vật liệu vô cơ nói chung có thể bị nóng chảy, nhiều chất không thể đun sôi, thay vào đó có xu hướng phân hủy. Trước đây, điểm nóng chảy (m.p.) và điểm sôi (b.p.) cung cấp những thông tin cơ bản về độ tinh khiết và định danh sơ lược các hợp chất hữu cơ. Chúng có mối tương quan với tính phân cực của phân tử và khối lượng phân tử. Vài chất hữu cơ, đặc biệt là các hợp chất đối xứng dễ bay hơi hơn là tan chảy. Các chất hữu cơ thường không ổn định ở nhiệt độ trên 300 °C, nói cách khác, chúng dễ bị phân hủy khi vượt quá nhiệt độ trên, mặc dù có một số ngoại lệ.

### Độ hòa tan
Chất hữu cơ không phân cực có xu hướng kỵ nước, nghĩa là chúng ít tan trong nước và tan nhiều trong các dung môi hữu cơ khác. Có một vài ngoại lệ với một số chất hữu cơ có trọng lượng phân tử thấp như rượu, amine, và acid carboxylic nhờ các liên kết hydrogene. Các chất hữu cơ thường dễ tan trong dung môi hữu cơ. Dung môi có thể là ether tinh khiết hay rượu ethanol, hay hỗn hợp, cũng có thể là các dung môi thân dầu như ether dầu hỏa hoặc các dung môi có vòng benzen khác chưng cất phân đoạn và tinh chế lại từ dầu hỏa. Độ hòa tan trong các dung môi khác nhau tùy thuộc vào loại dung môi và các nhóm chức hiện diện.

### Tính chất ở thể rắn
Các tính chất đặc biệt khác nhau của tinh thể phân tử và polymer hữu cơ với các hệ liên hợp được quan tâm tùy thuộc vào các ứng dụng, ví dụ: cơ nhiệt và cơ điện như tính áp điện, tính dẫn điện (xem polyme dẫn điện và chất bán dẫn hữu cơ) và tính chất quang điện (ví dụ: quang học phi tuyến tính). Vì lý do lịch sử, các tính chất như vậy chủ yếu là chủ đề của các lĩnh vực khoa học polyme và khoa học vật liệu.

## Danh pháp
Tên của các hợp chất hữu cơ là có hệ thống, theo logic từ một tập hợp các quy tắc, hoặc không hệ thống, theo các truyền thống khác nhau. Danh pháp hệ thống được quy định bởi IUPAC. Danh pháp hệ thống nói chung gồm các phần: Tiền tố - Tên mạch carbon - Hậu tố (hay phần định chức). Cho rằng có hàng triệu hợp chất hữu cơ được biết đến, việc sử dụng nghiêm ngặt các tên có hệ thống có thể rất cồng kềnh. Do đó, khuyến nghị rằng tên IUPAC nên được theo dõi chặt chẽ hơn đối với các hợp chất đơn giản, nhưng không cần thiết để áp dụng cho các phân tử phức tạp hơn. Để sử dụng cách đặt tên có hệ thống, người ta phải biết các cấu trúc và tên của các cấu trúc cha mẹ. Cấu trúc cha mẹ bao gồm hydrocarbon không phân hủy, dị vòng và các dẫn xuất đơn chức của chúng.
Danh pháp không hệ thống đơn giản hơn và không mơ hồ, ít nhất là đối với các nhà hóa học hữu cơ. Tên không hệ thống không chỉ ra cấu trúc của hợp chất. Chúng phổ biến cho các phân tử phức tạp, bao gồm hầu hết các sản phẩm tự nhiên. Ví dụ, hợp chất LSD (tên không chính thức) có tên hệ thống là (6aR,9R)-N,N-diethyl-7-methyl-4,6,6a,7,8,9-hexahydroindolo-[4,3-fg] quinoline-9-carboxamide.
Với việc sử dụng điện toán ngày càng tăng, các phương pháp đặt tên khác đã phát triển dự định sẽ được giải thích bằng máy móc. Hai định dạng phổ biến là SMILES và InChI.

### Phác cấu trúc
Các phân tử hữu cơ được mô tả phổ biến hơn bằng hình minh họa hoặc công thức cấu trúc, sự kết hợp của hình vẽ và ký hiệu hóa học. Công thức thu gọn nhất rất đơn giản và không mơ hồ. Trong hệ thống này, các điểm cuối và giao điểm của mỗi dòng đại diện cho một cacbon và các nguyên tử hydro có thể được ghi chú rõ ràng hoặc được giả sử là có mặt như được ngụ ý bởi hóa trị của cacbon.

## Phân loại hợp chất hữu cơ
Hợp chất hữu cơ được phân thành hai loại chính là hydrocarbon và dẫn xuất của chúng. Các hydrocarbon tiếp tục được phân loại dựa trên độ bất bão hòa, còn dẫn xuất của hydrocarbon được phân loại theo nhóm chức.

### Nhóm chức

Acid carboxylic có chứa một nhóm chức carboxyl (-COOH). Acid acetic, minh họa ở đây, là một ví dụ.

Khái niệm về các nhóm chức là trung tâm trong hóa học hữu cơ, vừa là phương tiện để phân loại các cấu trúc, vừa để dự đoán các thuộc tính của hợp chất. Một nhóm chức là một module phân tử, và khả năng phản ứng của nhóm chức đó được giả định, trong giới hạn, giống hệt nhau giữa nhiều loại phân tử. Các nhóm chức quyết định các tính chất hóa học và vật lý của các hợp chất hữu cơ. Các phân tử được phân loại dựa trên cơ sở các nhóm chức của chúng. Alcohol, ví dụ, tất cả đều có nhóm C-O-H. Tất cả các alcohol đều có xu hướng ưa nước, thường tạo thành ester và thường có thể được chuyển đổi thành các halogen tương ứng. Hầu hết các nhóm chức có tính chất dị hợp tử (các nguyên tử khác với C và H). Các hợp chất hữu cơ được phân loại theo các nhóm chức bao gồm, alcohol, carboxylic acid, amine, v.v.

### Hợp chất không vòng
Các hydrocarbon không vòng (acyclic) được chia thành ba nhóm dãy đồng đẳng theo trạng thái bão hòa của chúng:
- Alkane (paraffin): hydrocarbon không vòng, không có liên kết đôi hoặc ba, chỉ có liên kết đơn C-C, C-H
- Alkene (olefin): hydrocarbon không vòng có chứa một hoặc nhiều liên kết đôi, tức là di-olefin (dien) hoặc poly-olefin.
- Alkyn: hydrocarbon không vòng có một hoặc nhiều liên kết ba.

Phần còn lại của nhóm được phân loại theo các nhóm chức có mặt. Các hợp chất này có thể là mạch không phân nhánh, mạch nhánh hoặc mạch vòng. Mức độ phân nhánh ảnh hưởng đến các đặc điểm, chẳng hạn như số octan hoặc số cetane trong hóa học dầu khí.

### Hợp chất thơm
Hydrocarbon thơm chứa liên kết đôi liên hợp. Điều này có nghĩa là mọi nguyên tử cảbbonn trong vòng được lai hóa sp2, tăng tính ổn định. Ví dụ quan trọng nhất là benzene, cấu trúc được phát hiện ra bởi Kekulé, người đầu tiên đề xuất nguyên tắc phân định hoặc cộng hưởng để giải thích cấu trúc của nó. Đối với các hợp chất vòng "thông thường", mùi thơm được tạo ra bởi sự có mặt của các electron pi 4n + 2 bất định, trong đó n là một số nguyên. Sự không ổn định đặc biệt (tính không thơm) được cho là do sự hiện diện của các electron pi liên hợp 4n.

### Hợp chất dị vòng
Các đặc tính của hydrocarbon mạch vòng một lần nữa bị thay đổi nếu có các dị hợp tử, có thể tồn tại dưới dạng các nhóm thế gắn vào vòng ở bên ngoài (exocyclic hay ngoại vòng) hoặc là thành viên của chính mạch vòng đó (endocyclic hay nội vòng). Ở trường hợp sau, vòng này được gọi là một dị vòng. Pyridine và furan là những ví dụ về dị vòng thơm trong khi piperidine và tetrahydrofuran là các dị vòng tương ứng. Các dị hợp tử của các phân tử dị vòng nói chung có thể là oxygen, sulfur (lưu huỳnh) hoặc nitrogen, nguyên tố cuối đặc biệt phổ biến trong các hệ thống sinh hóa.
Dị vòng thường được tìm thấy trong một loạt các sản phẩm bao gồm thuốc nhuộm anilin và thuốc. Ngoài ra, chúng phổ biến trong một loạt các hợp chất sinh hóa như alkaloids, vitamin, steroid và nucleic acid (ví dụ: DNA, RNA).
Các vòng có thể hợp nhất với các vòng khác với một cạnh để tạo ra các hợp chất đa vòng. Các nucleoside thuộc nhóm purine là dị vòng thơm đa vòng đáng chú ý. Các vòng cũng có thể hợp nhất trên một "góc" sao cho một nguyên tử (hầu như luôn luôn là carbon) có hai liên kết với một vòng và hai liên kết với vòng kia. Các hợp chất như vậy được gọi là hợp chất xoắn hay hợp chất spiro và nó rất quan trọng trong một số sản phẩm tự nhiên.

### Polymer
Một tính chất quan trọng của cacbon là nó dễ dàng tạo thành chuỗi, hoặc mạng, được liên kết bởi các liên kết carbon-carbon. Quá trình liên kết được gọi là trùng hợp, trong khi các chuỗi, hoặc mạng, được gọi là polymer. Các hợp chất nguồn được gọi là một monomer.
Hai nhóm polymer chính tồn tại: polymer tổng hợp và polymer sinh học. Polymer tổng hợp được sản xuất nhân tạo và thường được gọi là polymer công nghiệp. Polymer sinh học xảy ra trong một môi trường tự nhiên, hoặc không có sự can thiệp của con người.
Các polymer hữu cơ phổ biến là polyethylene (polyethene), polypropylene, nylon, polytetrafluoroethylene (PTFE), polystyrene, polyester, polymethylmethacrylate (được gọi là Perspex và plexiglas), và polyvinyl chloride (PVC).

## Phản ứng trong hóa hữu cơ
Các phản ứng hóa hữu cơ thường gặp là:
- Phản ứng thế
- Phản ứng cộng
- Phản ứng thủy phân
- Phản ứng hydrat hóa (cộng nước)
- Phản ứng đề hydrat hóa (khử nước)
- Phản ứng este hóa
- Phản ứng oxy hóa: oxy hóa Kornblum, Swern, oxy hóa alcohol
- Phản ứng trùng ngưng, đồng trùng ngưng
- Phản ứng Friedel-Crafts
- Phản ứng cộng thân hạch
- Phản ứng cộng thân điện tử
- Phản ứng aldol hóa
- Phản ứng Diels-Alder
- Phản ứng Markó-Lam
- Phản ứng Nierenstein
- Phản ứng Pinner
- Phản ứng Wittig
- Phản ứng khử Wolff-Kishner
- Phản ứng Wurtz
- Phản ứng xếp hàng Beckmann
- Phản ứng khử Birch
- Phản ứng khử Clemmensen
- Phản ứng thế thân điện tử trên nhân hương phương
- Phản ứng thế thân hạch